# Monte Cafe
Monte Café ist ein Ort im Distrikt Mé-Zóchi auf der Insel São Tomé im Inselstaat São Tomé und Príncipe. 2012 wurden 684 Einwohner gezählt.

## Geographie
Der Ort liegt auf einer Höhe von ca. 670 m etwa 4,5 Kilometer westlich der Provinzhauptstadt Trindade und in der Luftlinie etwa 1,5 km von Batepá entfernt. Mit seiner Lage in den Bergen, am Hang des São Pedro, ist der Ort gut geeignet für den Kaffee-Anbau und daher eine der ältesten Plantagen auf São Tomé. Die Plantage wurde 1858 gegründet.

## Sport
Es gibt den Fußballverein Agro-Sport Monte Café. Er gewann 2× die nationale Meisterschaft.

## Verkehr
Ein kurzer Abschnitt der Feldbahn der Roça Monte Café auf dem Dach eines 1914 errichteten Trockenschuppens wird heute noch mit einigen hölzernen Wagen zum Transport von Kaffee verwendet.